# Philodendron renauxii
Philodendron renauxii là một loài thực vật có hoa trong họ Ráy (Araceae). Loài này được Reitz miêu tả khoa học đầu tiên năm 1957.